# 小行星5637
小行星5637（英語：5637 Gyas）是一颗围绕太阳公转的小行星。1988年9月10日，卡罗琳·舒梅克、尤金·舒梅克在帕洛马山发现了此天体。
这颗小行星的绝对星等为331.71395等。小行星5637以希臘神話的人物蓋亞斯（Gyas）命名。